# HD259954
HD259954 — хімічно пекулярна зоря спектрального класу
B6 й має видиму зоряну величину в смузі V приблизно  9,1.

## Пекулярний хімічний вміст
Зоряна атмосфера HD259954 має підвищений вміст 
Hg
.